# Palung Ri
Palung Ri är ett berg i Kina. Det ligger i den autonoma regionen Tibet, i den sydvästra delen av landet, omkring 470 kilometer väster om regionhuvudstaden Lhasa. Toppen på Palung Ri är 7 012 meter över havet, eller 532 meter över den omgivande terrängen. Bredden vid basen är 2,5 km.
Trakten runt Palung Ri är nära nog obefolkad, med mindre än två invånare per kvadratkilometer. Trakten runt Palung Ri är permanent täckt av is och snö.
Genomsnittlig årsnederbörd är 980 millimeter. Den regnigaste månaden är juli, med i genomsnitt 216 mm nederbörd, och den torraste är november, med 4 mm nederbörd.